# Commissione Mansholt
La Commissione Mansholt è stata una Commissione europea in carica dal 22 marzo 1972 al 5 gennaio 1973 guidata dall'olandese Sicco Mansholt, socialista.
Alla commissione Mansholt si deve la costruzione del Sistema monetario europeo e il primo allargamento dell'Unione europea, il 1º gennaio 1973, con l'ingresso nell'Unione di Danimarca, Irlanda e Gran Bretagna.

## Presidente
- Sicco Mansholt ( Paesi Bassi) - socialista (PvdA).

Mansholt era primo vicepresidente della Commissione Malfatti ed accedé alla presidenza dopo le dimissioni di Franco Maria Malfatti dall'incarico. Mansholt era commissario europeo dal 1958.

## Composizione politica
- Democratici Cristiani: 2 membri
- Sinistra\Socialisti: 3 membri
- Liberali: 3 membri
- Indipendenti: 1 membro

## Componenti della Commissione
Legenda:   [     ] Sinistra/Socialisti - [     ] Democratici Cristiani - [     ] Liberali - 
| Commissario              | Nazionalità    | Incarico       | Competenze                                                                                | Partito nazionale     | Gruppo europeo         |
| ------------------------ | -------------- | -------------- | ----------------------------------------------------------------------------------------- | --------------------- | ---------------------- |
| Sicco Mansholt           | Paesi Bassi    | Presidente     |                                                                                           | PvdA                  | Socialisti             |
| Wilhelm Haferkamp        | Germania Ovest | Vicepresidente | Mercato interno ed energia                                                                | SPD                   | Socialisti             |
| Raymond Barre            | Francia        | Vicepresidente | Affari economici e finanziari                                                             | indipendente          | Liberali e apparentati |
| Carlo Scarascia-Mugnozza | Italia         | Vicepresidente | Agricoltura                                                                               | DC                    | Democratici cristiani  |
| Albert Borschette        | Lussemburgo    | Commissario    | Concorrenza e politiche regionali                                                         | indipendente          | indipendente           |
| Albert Coppé             | Belgio         | Commissario    | Affari sociali, trasporti, personale ed amministrazione, bilancio e controllo finanziario | CVP                   | Democratici cristiani  |
| Ralf Dahrendorf          | Germania Ovest | Commissario    | Relazioni esterne e commercio                                                             | FDP                   | Liberali e apparentati |
| Jean-François Deniau     | Francia        | Commissario    | Allargamento e aiuti allo sviluppo                                                        | RI                    | Liberali e apparentati |
| Altiero Spinelli         | Italia         | Commissario    | Affari industriali, tecnologici e scientifici, istruzione e unione doganale               | Sinistra indipendente | Non iscritti           |